# 鎌田政近
鎌田政近（1545年8月3日—1605年），日本戰國時代至江戶時代初期的武將。島津氏家臣。鎌田氏庶流。父親是鎌田政勝。

## 生平
在天文14年6月26日（1545年8月3日）出生。在島津氏平定肝付氏後，天正5年（1577年），進入肝付氏的據點大隅國志布志城，並成為地頭。翌年（1578年），在伊東氏被島津氏趕離日向國後，移至其本據都於郡城。同年，在耳川之戰中，與山田有信一同在高城防備大友軍，直至友方來援。此後，參與沖田畷之戰、岩屋城之戰。
另一方面，鎌田氏宗家在鎌田尾張守政年（政近的曾祖父的實兄，與永正出生的鎌田尾張守政年並非同一人物）死後，因為繼任的當主都早死或體弱，於是主君島津義久命令，由政年的孫兒政心迎政良為猶子，並成為宗家的當主。天正15年（1587年），在豐臣秀吉的九州征伐後，島津氏的領地剩下薩摩國、大隅國、以及日向國的諸縣郡（九州國分）。天正19年（1591年），就任家老。
慶長5年（1600年），在關原之戰中，加入西軍的島津氏面臨被改易的危機。慶長7年（1602年），以島津義久、家久（忠恒）名代（代理人）的身份，在伏見城與德川家康會面，並與其重臣本多正信交渉，雙方達成共識（薩摩藩島津氏存續、島津氏引渡匿藏的宇喜多秀家、歸還被東軍奪去的佐土原城等）。因為這次功績，慶長9年（1604年），成為薩摩國指宿的地頭，被賜予指宿城。
在慶長10年（1605年）於京都伏見病死。被葬在伏見的泉融寺後，經過招魂儀式後，於薩摩國的福昌寺（現今鹿兒島縣鹿兒島市池之上町）建立墓所。

## 外部連結
- 武家家伝＿鎌田氏